# وئودک پاولیک
ووجیمیژ پاولیک (لهستانی: Włodzimierz Pawlik؛ ‏ Polish: [vwɔdʑimiɛʐ pavlik]؛ ‏ زادهٔ ۴ اکتبر ۱۹۵۸) مشهور به وُئودِک پاولیک نوازنده پیانو، آهنگساز و موسیقی‌دان اهل لهستان است. وی دانش‌آموختهٔ دانشگاه موسیقی شوپن است و نخستین موسیقی‌دان جاز لهستانی است که موفق به دریافت جایزهٔ گرمی شد.
از فیلم‌هایی که وی در آن‌ها نقش داشته‌است، می‌توان به معکوس اشاره نمود.